# Lepidoscelio luteus
Lepidoscelio luteus är en stekelart som först beskrevs av Cameron 1888.  Lepidoscelio luteus ingår i släktet Lepidoscelio och familjen Scelionidae. Inga underarter finns listade i Catalogue of Life.